# Lucas Jensen
Lucas Tomas Jensen (Holstebro, 8 ottobre 1994) è un calciatore danese, attaccante del Vendsyssel.

## Palmarès

### Club

#### Competizioni nazionali
- 1. Division: 1

Vejle: 2019-2020